# Color Humano 3 (álbum)
Color Humano 3 es el tercer álbum de Color Humano, editado en 1973 por el sello Talent.
Este LP complementa al disco Color Humano 2 con el que en un principio iban a conformar un álbum doble. Fue grabado entre marzo y junio de 1973 en los Estudios Phonalex. Fue el último trabajo lanzado por Color Humano, ya que se separaron en 1974.

## Lista de temas
1. Hombre de las cumbres
2. Mañana por la noche
3. A través de los inviernos
4. Hace casi 2000 años
5. Cosas rústicas
6. Las historias que tengo
7. Vestidos de agua

## Créditos
- Edelmiro Molinari - voz, guitarras y percusión en "A través de los inviernos".
- Rinaldo Rafanelli - bajo, segunda voz y percusión en "A través de los inviernos" .
- Oscar Moro - batería y percusión.

invitados: 
- Egle Martin - percusión en "A través de los inviernos".
- Jorge Cutello - flauta traversa en "Vestidos de agua".
- Alicia Varadi - voz en "Hace casi 2000 años".

Todos los temas fueron compuestos por Edelmiro Molinari.
- Datos: Q5777969